# Wonder Girl
Wonder Girl is de naam van drie superheldinnen uit de strips van DC Comics. De originele Wonder Girl werd bedacht door Robert Kanigher, en verscheen voor het eerst in “Wonder Woman” #105.

## Personages

### Diana
De eerste Wonder Girl was een jonge versie van Wonder Woman.
Verhalen over deze jonge Wonder Woman verschenen als back-up verhalen in haar eigen stripserie. Over het algemeen werd ervan uitgegaan dat deze verhalen losstonden van de hoofdcontinuïteit in de strips.
Vanaf de jaren 60 werd de jonge Wonder Woman lid van de Teen Titans. Dit bracht wat problemen met zich mee voor de schrijvers, daar de jonge en volwassen Wonder Woman nu opeens allebei in dezelfde tijd voorkwamen. Daarom werd Wonder Girl’s achtergrond veranderd, en kreeg ze de identiteit van Donna Troy.

### Donna Troy
Donna Troy maakte haar debuut in The Brave and the Bold #60 (juli 1965), en was al meteen vanaf het begin lid van de Teen Titans, samen met Robin, Kid Flash en Aqualad.
Deze nieuwe Wonder Girl was niet langer een jonge versie van Wonder Woman, maar een leerling van haar. Donna was een weeskind gevonden door Wonder Woman. Ze werd naar Amazon Island gebracht en kreeg daar later Amazonekrachten gelijk aan die van Wonder Woman.
Na het verhaal Crisis on Infinite Earths werd Donna’s achtergrond meerdere malen veranderd. Zo kwamen er verhalen waarin ze niet langer banden had met de Amazones, maar was opgevoed door de titanen. In “Wonder Woman Annual (vol.3)# 1” werd Donna’s hedendaagse geschiedenis vermeld: ze is de mystieke tweelingzus van Wonder Woman. Ze werd ontvoerd door “Dark Angel”, en pas jaren later gered door Wonder Woman. Daarna kreeg ze training van zowel de Amazones als de Titans of Myth, en werd Wonder Girl.

### Cassandra Sandsmark
Cassie Sandsmark is de dochter van archeoloog Dr. Helena Sandsmark en Zeus. Haar krachten kwamen van haar vader.
Cassie was lid van Young Justice. Ze verloor haar krachten toen de goden naar een andere wereld vertrokken, maar Ares gaf haar nieuwe krachten indien zij zijn kampioen wilde worden.
Cassandra is goede vrienden met Supergirl.

## Wonder Girl in andere media
- Een versie van Wonder Girl verscheen in de Wonder Woman tv-serie, gespeeld door Debra Winger.
- Wonder Girl deed mee in de Teen Titans filmpjes van The Superman/Aquaman Hour of Adventure in 1967.
- Wonder Girl stond ook lange tijd op de planning voor de Teen Titans animatieserie. Een personage dat sterk op haar leek had cameo’s in Homecoming (part two) en Calling All Titans, maar werd niet bij naam genoemd.
- Wonder Girl verscheen in een aantal afleveringen, van het eerste seizoen, van live-actionserie Titans uit 2018, hierin wordt ze gespeeld door Conor Leslie.